# Мариненко Олександр Володимирович
Олександр Володимирович Мариненко (нар. 19 березня 1979) — український футболіст, півзахисник аматорського клубу «Ветеран» (Кривий Ріг).

## Кар'єра гравця
Олександр Мариненко народився 19 березня 1979 року. Кар'єру професійного футболіста почав у клубі другої ліги чемпіонату України — южноукраїнській «Олімпії ФК АЕС». У складі цього клубу Олександр виступав з 2001 по 2002 роки. За цей час в національних змаганнях відіграв 40 поєдинків.
В 2002 році Олександр переїздить до США, де виступає в складі команди «Чесапік Дрегонз». У футболці американського клубу зіграв 4 поєдинки у USL PDL, після чого повернувся в Україну.
Після повернення на Батьківщину виступав у складі аматорського на той час криворізького «Гірника», у складі якого виступав з 2002 по 2004 роки. У 2002 і 2003 роках у складі аматорської команди комбінату ставав переможцем міжнародного турніру «Кубок країн СНД» серед команд підприємств гірничодобувної промисловості України, Росії і Казахстану. У 2003 році в складі команди виборов третє місце в аматорському чемпіонаті України та став фіналістом Кубку Міністерства промислової політики. Загалом за цей час у футболці криворожан зіграв 34 матчі та забив 2 голи.
У 2005 році Олександр Мариненко переходить до іншого друголігового клубу, ПФК «Олександрії». У футболці олександрійців дебютував 7 квітня 2005 року в домашньому матчі проти мелітопольського «Олкому», який завершився нульовою нічиєю. У тому поєдинку Олександр вийшов у стартовому складі та відіграв увесь поєдинок. Свій перший м'яч у складі «Олександрії» забив 22 травня 2005 року на 43-ій хвилині домашнього поєдинку проти «Олімпії ФК АЕС», у тому матчі він забив третій м'яч своєї команди, а олександрійці святкували перемогу з рахунком 4:0 Загалом у складі «Олександрії» в національних чемпіонатах відіграв 37 поєдинків та забив 2 м'ячі, 1 матч зіграв у кубку України.
У 2006—2007 роках Мариненко виступав у аматорському криворізькому «Атланті». В складі криворожан він двічі став переможцем Кубку Дніпропетровської області (2006, 2007), а також переможцем чемпіонату Дніпропетровської області 2007 року. У березні — квітні 2007 року відіграв 3 матчі за друголіговий «ІгроСервіс».
У 2007—2008 роках Мариненко виступав у МФК «Миколаєві». У складі корабелів у чемпіонатах України зіграв (з перервою в липні — серпні 2008 років, коли він відіграв 4 матчі у складі «ІгроСервіса») 50 матчів та забив 2 м'ячі в чемпіонаті України, ще 2 матчі Олександр відіграв у кубку України.
Завершив кар'єру професіонального футболіста в криворізькому «Гірнику» в 2010 році, в якому загалом в національних турнірах відіграв 15 поєдинків.
Далі Олександр виступав на аматорському рівні за команди «Воронівка» (2010), криворізький «Ветеран-2» — 10 матчів та 1 гол (2014), «Ліцей» — 1 матч (2015), криворізький «Ветеран» — 14 матчів та 1 гол (з 2015 року).

## Досягнення

### На аматорському рівні
- аматорський чемпіонат України
  -  Бронзовий призер (1): 2003

- Кубок Міністерства промислової політики
  -  Фіналіст (1): 2003

- Кубок країн СНД серед команд підприємств гірничодобувної промисловості
  -  Володар (2): 2002, 2003

- чемпіонат Дніпропетровської області
  -  Чемпіон (1): 2007

- Кубку Дніпропетровської області
  -  Володар (2): 2006, 2007

### На професіональному рівні
- Група Б другої ліги чемпіонату України
  -  Срібний призер (1): 2005/06
  -  Бронзовий призер (1): 2004/05